# Coal (recueil de poèmes)
Pour les articles homonymes, voir Coal.
Coal est une collection de poèmes d'Audre Lorde, publiée en 1976. Ce recueil est le premier travail de l’autrice à être édité par une importante maison d'édition, la W.W. Norton & Company. La poésie d’Audre Lorde dans Coal explore des thèmes liés aux différentes parties de son identité en tant que femme noire, lesbienne, mère, guerrière et poétesse,.  Il a été traduit en français sous le titre Charbon en 2023 par le collectif Cételle et publié aux éditions de L'Arche.

## Résumé
Coal (Charbon) se compose de cinq sections. Audre Lorde présente des poèmes qui expriment chaque partie de son identité. La notion de race joue incontestablement un rôle important dans ses compositions et témoigne de sa colère face aux manifestations du racisme. Pour la poétesse, exprimer sa colère est loin d’être destructeur. Elle souhaite transformer « la rage liée au racisme en une affirmation de soi triomphante.» Elle dédie spécifiquement le livre "Au peuple du soleil, que nous pouvons tous mieux comprendre.» En outre, une autre partie significative du volume explore son homosexualité, et en particulier dans la quatrième section qui se compose d'un long poème intitulé Martha, et qui décrit le rétablissement de son ancienne amoureuse après un accident de voiture,.

### Originie du titre
Le titre du volume provient d'un poème issu de la première section et intitulée Coal. Il est écrit en vers libres et à la première personne. L'idée d'une identité constituée de plusieurs couches confuses est illustrée dans ce poème. Audre Lorde fait allusion à ce concept par son utilisation récurrente d’une double image, celle d'un morceau de charbon et d'un diamant. 

### Section I
L'éventail des sujets et des nuances qui sont explorés dans les poèmes d’Audre Lorde se rapportent à sa propre facette multiforme, signifiant ainsi son statut de, selon ses propres termes, « femme noire, lesbienne, mère, guerrière et poète. »
Dans le poème Rites of Passage (Rites de passage), elle se montre préoccupée par certains aspects de la masculinité, dont la transmission du pouvoir de père en fils. Ce poème, ainsi que Father Son and Holy Ghost (Père Fils et Saint-Esprit), Rooming Houses Are Old Women et The Woman Thing témoigne de sa volonté d'unifier les femmes dans cette société patriarcale. Les textes Coal et Generation présentent la position de l’auteur comme visionnaire.
Le poème Coal est à la fois autobiographique et allégorique, car « elle n'a pas seulement écrit pour elle-même, mais aussi pour ses enfants et ses femmes. » Dans le poème, l’auto-acceptation de son identité afro-américaine est censée faire écho avec l'acceptation de soi et l'unification de toutes les femmes afro-américaines, qu’Audre Lorde espère réunir avec les mots « Célébrons ce puits féminin de passion et de créativité. » Coal est une métaphore de l'héritage afro-américain de la poétesse. Des racines qu’elle appelle à célébrer comme : « la place de la femme en chacun de nous. » La métamorphose du charbon en diamant représente l'embrassement de son identité, la créativité et l'imagination : «  Je suis noire, car je viens de l'intérieur de la terre,  il faut maintenant prendre ma parole pour joyau dans la lumière. »

### Section II
La deuxième partie de la collection semble porter principalement sur le thème de l'enfance et de la maternité. Dans Now That I Am Forever With Child, Audre Lorde utilise la nature comme une métaphore descriptive de sa grossesse, lui donnant un effet pur et éthéré, alors qu’elle décrit son enfant comme "fleurissant en elle". La poétesse espère que sa fille devienne un esprit libre et indépendant. Dans What My Child Learns of the Sea (Ce que mon enfant apprend de la mer), une association est faite entre sa grossesse et le monde naturel. Dans Story Books on a Kitchen Table (Livres d'histoire sur une table de cuisine), elle raconte sa propre enfance et expérience avec une mère qu’elle définit comme négligente et qui « hors de son utérus m'a craché dans son harnais de désespoir et de douleurs. ».
Dans Poem for a Poet (Poème pour un poète), elle évoque son lien avec l’écriture. Le texte comporte une référence au poète américain Randall Jarrell.

### Section III
La troisième partie de l'anthologie comprend onze poèmes. Ces textes évoquent principalement les expériences d'Audre Lorde en tant qu'épouse et mère. Dans le poème A Child Shall Lead, l'autrice utilise l'imagerie sensorielle pour exprimer ses inquiétudes à propos de son fils et de ce qu'il deviendra dans le futur. Un autre poème Paperweight décrit ses frustrations lors de son mariage hétérosexuel. Tout au long du poème, elle compare le papier à quelque chose qui peut la consoler, parce qu'elle l'utilise pour écrire sa poésie. Le poème prend un ton dramatique dans la dernière strophe indiquant « ... où les déposez tous (les papiers) dans un ventilateur / avec lequel refroidir  le dîner de mon mari. ».

### Section IV
La quatrième partie est composée d'un seul poème en cinq sections intitulé Martha. Le texte se penche sur le tourment émotionnel vécu par Audre Lorde lorsque sa partenaire était à l'hôpital, après avoir subi un grave traumatisme crânien dans un accident de voiture. Bien que le poème soit entièrement écrit avec la voix de l'auteure comme narratrice, elle y insère également des extraits de dialogue, y compris des déclarations que Martha a pu ou peut ne pas avoir dites. Tout au long de ces vers, Audre Lorde offre ses propres points de vue sur la vie et la mort alors qu'elle est assise à côté de Martha pour ce qui semble être ses derniers jours. Lorsque la propre famille de Martha vient la voir, la tension et l'incompréhension montent, puisque les deux femmes ont choisi de rejeter leur vie de famille traditionnelle pour vivre leur relation en dépit des réactions de leurs proches.

### Section V
La cinquième et dernière partie du volume se concentre sur la perte, le deuil et la commémoration. La réaction personnelle d'Audre Lorde à l'amour non partagé est un thème important dans cette section. Une vague de tristesse domine son écriture. The Songless Lark (L'Alouette sans Songes) est l'un des poèmes les plus courts de la poétesse dans ce volume. La narratrice pleure le départ d'un être cher, déclarant : « Le soleil brille si fort sur la colline avant que tu t'en ailles », et ponctue le recueil par une tonalité morne. 
L'avant-dernier poème du livre Second Spring (Deuxième printemps) débute par les vers : « Nous n'avons plus de passions pour aimer le printemps / qui a souffert de l'automne comme nous l'avons fait seul. ». L'utilisation de l'imagerie saisonnière vise à évoquer le temps qui passe, même s'il existe un manque de croissance et de développement dans le poème. Pour l'oratrice, il n'y a à présent plus de passions et chacun finit debout dans le froid.